# Kayra Sayıt
Kayra Sayıt znana także jako "Ketty Mathé" (ur. 13 lutego 1988) – francuska i turecka judoczka. Dwukrotna olimpijka. Zajęła piąte miejsce w Rio de Janeiro 2016 i Tokio 2020. Walczyła w wadze ciężkiej.
Srebrna medalistka mistrzostw świata w 2024; brązowa w 2018 i 2019, piąta w 2017, siódma w 2023; uczestniczka zawodów 2011 i 2015. Startowała w Pucharze Świata w 2007, 2008, 2011, 2012, 2019 roku. Złota medalistka igrzysk śródziemnomorskich w 2018 i 2022, a także igrzysk solidarności islamskiej w 2017 i 2021. Mistrzyni Europy w 2016 i 2021; trzecia w 2007 i 2024, a także zdobyła trzy medale w drużynie.

## Letnie Igrzyska Olimpijskie 2016
| Konkurencja | Eliminacje             | Eliminacje      | Repasaże                    | Finały               | Klas. końcowa |
| Konkurencja | Przeciwnik I           | 1/4             | Przeciwnik I                | o 3. miejsce         | Miejsce       |
| ----------- | ---------------------- | --------------- | --------------------------- | -------------------- | ------------- |
| +78 kg      | Melissa Mojica (PUR) Z | Yu Song (CHN) P | Nihel Cheikh Rouhou (TUN) Z | Kanae Yamabe (JPN) P | 5.            |

## Letnie Igrzyska Olimpijskie 2020
| Konkurencja | Eliminacje                | Eliminacje                  | Eliminacje         | Repasaże           | Finały               | Klas. końcowa |
| Konkurencja | Przeciwnik I              | Przeciwnik II               | 1/4                | Przeciwnik I       | o 3. miejsce         | Miejsce       |
| ----------- | ------------------------- | --------------------------- | ------------------ | ------------------ | -------------------- | ------------- |
| +78 kg      | Hortence Atangana (CMR) Z | Jełyzaweta Kałanina (UKR) Z | Akira Sone (JPN) P | Han Mi-jin (KOR) Z | Romane Dicko (FRA) P | 5.            |